# Харви, Майкл (легкоатлет)
Майкл (Майк) Харви (англ. Michael "Mike" Harvey; род. 5 декабря 1962) — австралийский легкоатлет, специалист по спортивной ходьбе. Выступал на профессиональном уровне в 1981—1999 годах, призёр ряда крупных международных стартов, пятикратный чемпион Австралии, участник летних Олимпийских игр в Лос-Анджелесе.

## Биография
Майкл Харви родился 5 декабря 1962 года.
Впервые заявил о себе в лёгкой атлетике на международном уровне в сезоне 1981 года, когда вошёл в состав австралийской сборной и выступил на Кубке мира по спортивной ходьбе в Валенсии, где в зачёте 20 км занял 49-е место.
В 1983 году на Кубке мира в Бергене сошёл с 50-километровой дистанции.
Благодаря череде успешных выступлений в 1984 году удостоился права защищать честь страны на летних Олимпийских играх в Лос-Анджелесе — в программе 50 км показал время 4:09:18, расположившись в итоговом протоколе соревнований на 11-й строке.
В 1985 году в ходьбе на 20 км занял 51-е место на Кубке мира в Сент-Джоне.
В 1987 году в дисциплине 50 км показал 63-й результат на Кубке мира в Нью-Йорке, 25-й результат на чемпионате мира в Риме.
В 1988 году впервые стал чемпионом Австралии в ходьбе на 50 км, впоследствии ещё четырежды завоёвывал национальный титул.
На Кубке мира 1989 года в Оспиталете пришёл к финишу 67-м. Будучи студентом, представлял Австралию на Всемирной Универсиаде в Дуйсбурге, где в ходьбе на 20 км занял последнее 13-е место.
В 1991 году в 20-километровой дисциплине показал 63-й результат на Кубке мира в Сан-Хосе.
В 1993 году установил свой личный рекорд в ходьбе на 50 км — 3:57:20. Был 27-м на Кубке мира в Монтеррее, 33-м на чемпионате мира в Штутгарте.
В 1995 году занял 41-е место на Кубке мира в Пекине, 26-е место на чемпионате мира в Гётеборге.
На Кубке мира 1997 года в Подебрадах показал 64-й результат в ходьбе на 50 км.
В 1999 году на Кубке мира в Мезидон-Канон занял 61-е место в той же дисциплине. По окончании сезона завершил спортивную карьеру.